# Enterprise (brinquedo)

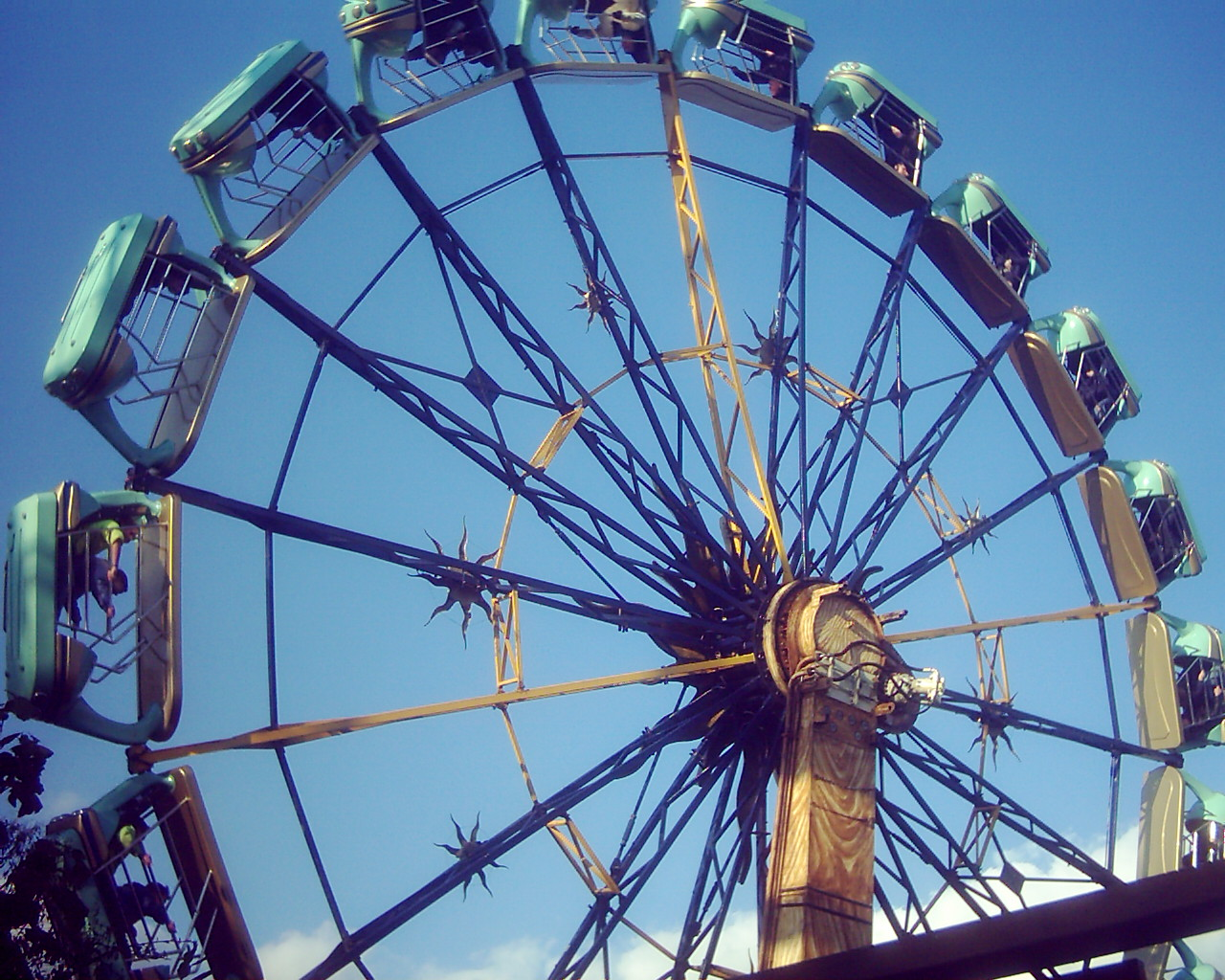
Um Enterprise, batizado de "Zodiac" no Thorpe Park em 2003

Enterprise é um brinquedo de parque de diversão, fabricado principalmente pela HUSS Park Attractions e pela Schwarzkopf Rides a partir de 1972.  A versão da HUSS foi uma adaptação e melhoria de um projeto produzido no início daquele ano pela Schwarzkopf, com maior capacidade de passageiros.  Apesar de não possuir o desenho original da atração, a HUSS recebeu a patente . 
Embora a Schwarzkopf tenha sido o primeiro a construir o Enterprise mais padrão, o design geral foi na verdade anterior a outro brinquedo, o Passat, inaugurado em 1964.  No entanto, o Passat é considerado apenas um precursor, pois o sistema de pistões usado para levantar e abaixar o braço principal, bem como a aparência geral do brinquedo, é muito diferente de um Enterprise típico.
O brinquedo leva esse nome em alusão a nave da série de TV Star Trek. O painel de fundo do brinquedo é decorado com arte com tema espacial e uma silhueta da nave.
O Enterprise é fabricado pela HUSS, Schwarzkopf e Heinz Fähtz; todos compartilhando o mesmo nome. A versão montada sobre carreta e a versão fixa foram criadas e ainda estão em uso. No Brasil, o Enterprise itinerante foi fabricado pela Dambroz Implementos Rodoviários.
Em 2015, o fabricante italiano Zamperla Rides apresentou o Endeavour, um novo brinquedo anunciado como baseado no Enterprise.  Este brinquedo difere principalmente em sua configuração de assento e restrição, que não tem piso com restrições sobre os ombros.